# (5011) Ptah
(5011) Ptah ist ein erdnaher Asteroid des Apollo-Typs, der am 24. September 1960 von dem niederländischen Astronomenehepaar Cornelis Johannes van Houten und Ingrid van Houten-Groeneveld entdeckt wurde. Die Entdeckung geschah im Rahmen des Palomar-Leiden-Surveys, bei dem von Tom Gehrels mit dem 120-cm-Oschin-Schmidt-Teleskop des Palomar-Observatoriums aufgenommene Feldplatten an der Universität Leiden durchmustert wurden. Weitere 1960 im Palomar-Leiden-Survey entdeckte Asteroiden des Apollo-Typs sind (306367) Nut und 6344 P-L.
Die Sonnenumlaufbahn von (5011) Ptah ist mit einer Exzentrizität von 0,5 stark elliptisch. Am sonnennächsten Punkt (Perihel) liegt sie innerhalb der Erdbahn, am sonnennächsten Punkt (Aphel) außerhalb der Marsbahn. Der Astronom Duncan I. Steel sieht in einer Publikation von 1988 einen Zusammenhang zwischen (5011) Ptah und dem Meteorstrom der Arietiden.
In der MIT-UH-IRTF Joint Campaign for NEO Spectral Reconnaissance wurde der Asteroid der Spektralklasse Q im Bus-DeMeo-System zugeordnet.
(5011) Ptah wurde am 16. Mai 1992 nach Ptah benannt, einem Gott der altägyptischen Religion, dessen Hauptkulturort Memphis war. Ptah wurde als Schöpfergott verehrt und war Schutzgott der Handwerker.

## Annäherung an die Erde
(5011) Ptah kommt der Erde recht nahe. Zwischen 1950 und dem Jahre 2100 gibt es folgende Annäherungen:
| Datum             | Entfernung in AE |
| ----------------- | ---------------- |
| 3. Februar 1961   | 0,19             |
| 20. Januar 1984   | 0,20             |
| 21. Januar 2007   | 0,20             |
| 3. November 2027  | 0,19             |
| 11. Februar 2030  | 0,17             |
| 10. November 2050 | 0,11             |
| 13. November 2073 | 0,09             |
| 9. November 2096  | 0,12             |
| 4. März 2099      | 0,12             |